# Meliturgula haematospila
Meliturgula haematospila är en biart som beskrevs av Cockerell 1936. Meliturgula haematospila ingår i släktet Meliturgula och familjen grävbin. Inga underarter finns listade i Catalogue of Life.